# Arches-Nationalpark
Der Arches-Nationalpark ist ein Nationalpark der Vereinigten Staaten im Norden des Colorado-Plateaus am Colorado River nördlich der Stadt Moab im US-Bundesstaat Utah. Er bewahrt die weltweit größte Konzentration an natürlichen Steinbögen (engl.: arches), die durch Erosion und Verwitterung ständig neu entstehen und wieder vergehen. Im Parkgebiet sind über 2000 Arches mit einer Öffnung von mindestens 90 cm (3 Fuß) nachgewiesen. Die Ökosysteme des über 300 km² großen Parks reichen vom Flussufer des Colorado Rivers bis zum nackten Fels und sind durch die durchschnittliche Höhe von rund 1500 m über dem Meer bei Wüstenklima geprägt.
Das Gebiet wurde 1929 als National Monument unter Schutz gestellt und 1971 zum Nationalpark aufgewertet. Es wird vom National Park Service betreut.

## Geographie und Klima
Das Colorado-Plateau ist eine Hebung, die als Aufwölbung durch seitlich wirkende tektonische Kräfte entstanden ist. Der Park liegt auf durchschnittlich 1499 m über dem Meer, seine höchste Erhebung ist der „Elephant Butte“ im Osten mit 1696 Metern. Der tiefste Punkt des Parks liegt mit 1225 Metern im Süden am Colorado River, nahe am Parkeingang und Besucherzentrum. Der Süden des Parks ist geprägt durch Canyon-artige, fast das ganze Jahr trockene Wasserläufe, der Rest des Gebietes ist ein Hochplateau, das von mehreren flachen und breiten Tälern durchzogen ist.
Klimatisch ist das Gebiet eine Wüste. Im Sommer können die Temperaturen 40 °C erreichen, während sie im Winter auf bis zu −10 °C sinken können. Schwankungen innerhalb eines Tages von mehr als 25 °C sind keine Seltenheit. Der Niederschlag liegt unter 200 mm im langjährigen Mittel. Der geringe Niederschlag liegt an der Nähe zum nördlichen Wendekreis, der hohen Lage, die zu vorherigem Abregnen an den Grenzen des Colorado-Plateaus führt, und der Lage im Inneren des Kontinents, was zu einem extremen Kontinentalklima führt.
Durchschnittstemperaturen und Niederschlagsmengen im Durchschnitt über 15 Jahre:
|                   | Jan | Feb | Mar | Apr | Mai | Jun | Jul | Aug | Sep | Okt | Nov | Dez | Jährlich |
| Max Temp (°C)     | 5   | 11  | 16  | 21  | 28  | 30  | 37  | 36  | 30  | 23  | 12  | 7   | 21       |
| Min Temp (°C)     | −8  | −3  | 1   | 6   | 11  | 13  | 18  | 18  | 14  | 6   | −2  | −6  | 6        |
| Niederschlag (mm) | 9   | 12  | 12  | 19  | 14  | 11  | 14  | 23  | 22  | 29  | 17  | 17  | 196      |

## Geologie
Die Steinbögen, wegen derer das Gebiet unter Schutz gestellt wurde und die die Hauptattraktion des Nationalparks darstellen, sind Öffnungen in Felsrippen, die durch Erosion ohne Beteiligung von fließendem Wasser entstehen. Sie sind so von natürlichen Steinbrücken abgegrenzt.

### Schichtfolge

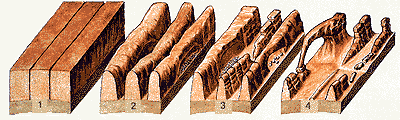
Entstehung natürlicher Steinbögen
1. Durch den Einbruch der Antiklinalen brachen die durch Hebung entstandenen Risse im Sandstein auf.
2. Durch Erosion vergrößerte sich die Oberfläche der Risse, wodurch die Erosion noch rascher fortschreiten konnte, so dass lange, rippenartige Strukturen entstanden.
3. Felsen bröckeln ab und durchbrechen die Rippen, in wenigen Fällen entstanden Löcher in den Wällen.
4. Die so entstandenen Löcher werden durch Wind und Wetter weiter erodiert, Wasser dringt teilweise in den Sandstein ein und sprengt beim Gefrieren weitere Felsen heraus.

Die hohe Konzentration der Steinbögen im Parkgebiet von 310 km² lässt sich durch die Geologie der Region erklären. Vor etwa 300 Millionen Jahren im späten Pennsylvanium, das dem Erdzeitalter des Paläozoikum zugehört, lag an der Stelle des heutigen Parks ein mit Salzwasser gefülltes Becken namens Paradox Basin. Im auch damals heißen und trockenen Klima setzte sich Salz im Becken ab, wenn Wasser verdunstete. Über mehrere hunderttausend Jahre muss das Becken immer wieder mit neuem Salzwasser befüllt worden sein, im Ergebnis bildete sich die bis zu 1500 m dicke Paradox Formation aus einer Salzschicht, die von Mergel, Ton, Anhydrit und einzelnen Vorkommen von Schiefer durchzogen ist. Sie wurde abgedeckt durch die Honaker Trail Formation aus sowohl Kalk- als auch Sandstein. Letzterer entstand aus Erosionsprodukten der östlich gelegenen Uncompahgre Mountains, einem Vorgänger der Rocky Mountains. Sie ist nur an einer Stelle im Süden des Parks aufgeschlossen.
Im Gebiet des Paradox Basins fehlen weitgehend die Gesteinsschichten aus den Perioden des Perm und der Trias von etwa 300 bis 200 mya, die an anderen Stellen des Colorado-Plateaus die Schichtenfolge der Grand Staircase prägen; sie wurden lokal durch zwischenzeitliche Erosion abgetragen. Nur vereinzelt sind Ablagerungen der Cutler-Formation aus dem Perm und der Moenkopi-Formation sowie der Chinle-Formation der Trias vorhanden. Auch vom Anfang des Jura vor rund 200 Millionen Jahren sind nur dünne Schichten erhalten. Sie entstanden aus Sanddünen, die, vom Wind getrieben, die wieder freigelegten Salzschichten überlagerten und unter dem Druck späterer Schichten in geologisch langer Zeit zum Wingate-Sandstein verdichtet wurden. An wenigen Stellen liegt über ihm eine dünne Schicht Kenyata-Sandstein, der als Sande von Schwemmfächern abgelagert wurde. Bedeutend ist die Schicht des Navajo-Sandsteins. Er entstand aus der Verdichtung von durch Wind zusammengetriebenen Dünen. Die daraus resultierenden, runden Formen mit überlappenden Strukturen wechselnder Richtungen sind fast überall im Park an der unmittelbaren Erdoberfläche zu beobachten.
Um 150 mya am Ende des Juras wurde er wiederum von heterogenen sandigen Sedimenten abgedeckt, die zur Entrada-Sandstein-Formation wurden. Ihre unterste Schicht wird Dewey Bridge Member genannt, darüber liegt der Slick Rock Member. Zusammen werden sie als Carmel Formation bezeichnet. Darüber liegt der Moab Member aus der Curtis Formation. Aus diesem Gestein erodierten alle Steinbögen des Parks, fast alle liegen in der Slick Rock Schicht. Diese Schicht war mit rund 1600 m jüngerem Gestein vom Ende des Juras und aus der Kreide überdeckt, das aber im Park fast vollständig erodiert ist, aber im Umfeld des Parks als Summerville und Morrison-Sandstein, sowie aus der Kreide der Cedar Mountain Formation, dem Dakota Sandstein und als Mancos-Schiefer gefunden werden kann. Im Quartär wurden Sedimente am Colorado River abgelagert, und die Oberfläche des Parks ist stark durch nicht-konsolidierte Sande geprägt, die aus junger Erosion stammen und über den Wind verfrachtet werden.

### Entstehung der Steinbögen
Für die Entstehung der Steinbögen ist die Kombination aus unterirdischen Salzlagern, dem heterogenen Sandstein, und der großen Meereshöhe mit extremem Klima verantwortlich. Der Salzstock wurde durch spätere Sedimente abgedeckt und da deren Verteilung und Druck nicht einheitlich war, wurde das Salz in einigen Regionen verdrängt, an anderen wölbte es sich bis zur Oberfläche auf. Die Sedimentgesteine sanken ab, Antiklinalen entstanden.
Als in den letzten 5 bis 10 Millionen Jahren die tektonische Hebung des gesamten Colorado-Plateaus stattfand, beschleunigte sich die Erosion. In der Folge kamen die Entrada- und Navajo-Sandsteine der Oberfläche nahe, und in Spalten drang Wasser ein. Es erreichte den Salzstock und spülte ihn langsam aus. Dadurch brachen am Rand der Antiklinale Risse auf. Bei gestreckten Antiklinalen verliefen diese Spalten parallel und konnten mehrere Kilometer lang sein. Zwischen ihnen entstanden Rippen (engl. Fin) aus Stein. Im Park liegen zwei Täler, die aus dem Einbruch solche länglichen Antiklinalen entstanden sind, Salt Valley und Cache Valley. Die weit überwiegende Zahl der Arches liegt an ihren Rändern, das Fiery Furnace genannte Gebiet mit den meisten jungen und kleinen Arches in ihrem Schnittpunkt.

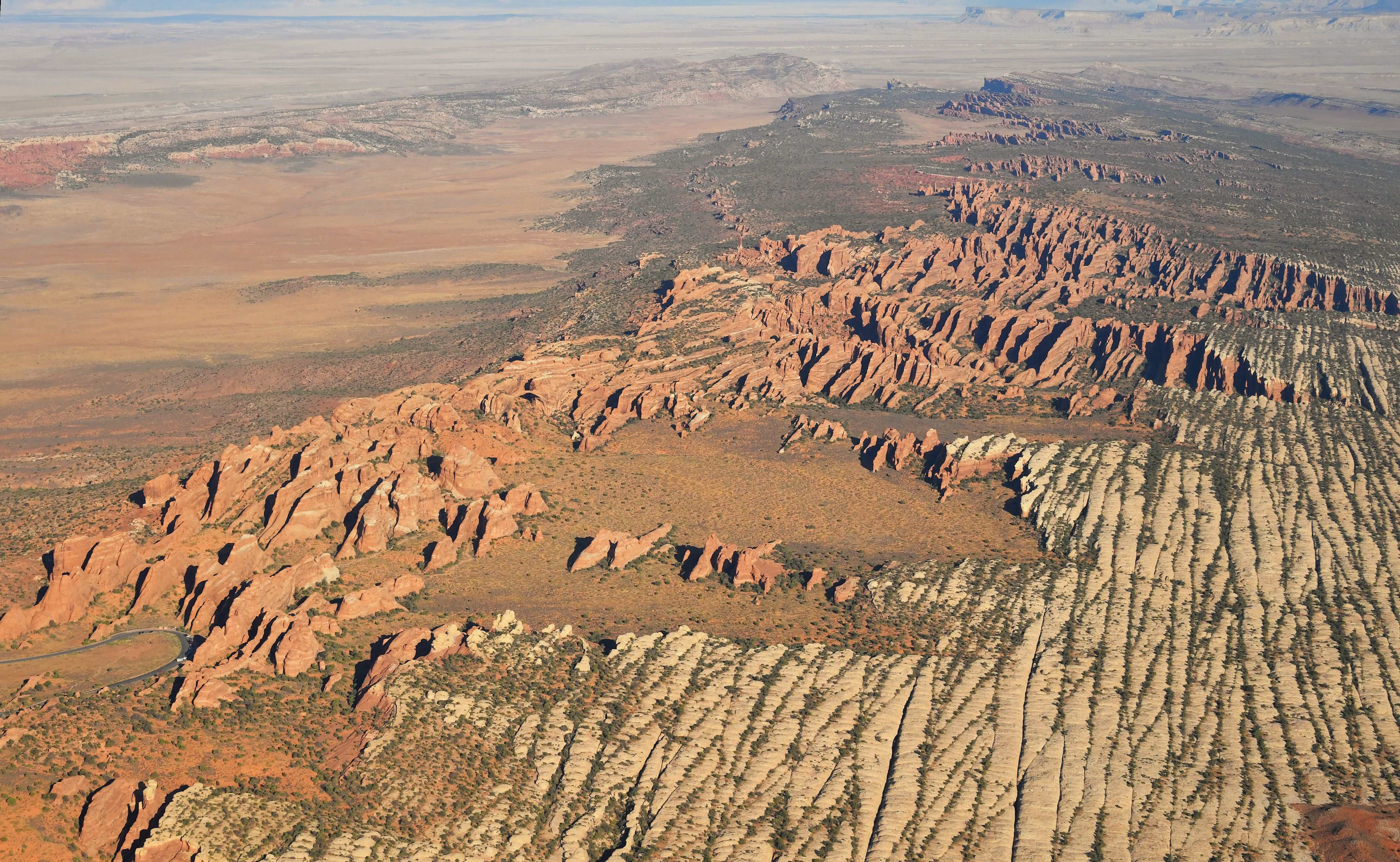
Rippen im Devils Garden des Arches-Nationalparks

Ein Steinbogen entsteht insbesondere da, wo in einer Rippe Sandstein verschiedener Zusammensetzung übereinander liegt und die untere Schicht weicher ist. Dies trifft häufig auf den Übergang vom Dewey Bridge Member zum Slick Rock Member zu, wenn der weichere Dewey-Sandstein zu bröckeln beginnt. Geschieht dies von beiden Seiten einer Rippe und bricht die Dewey-Schicht durch, kann ein Steinbogen entstehen. Als Arch gelten nur solche Öffnungen, deren größter Durchmesser drei Fuß (90 cm) übersteigt.

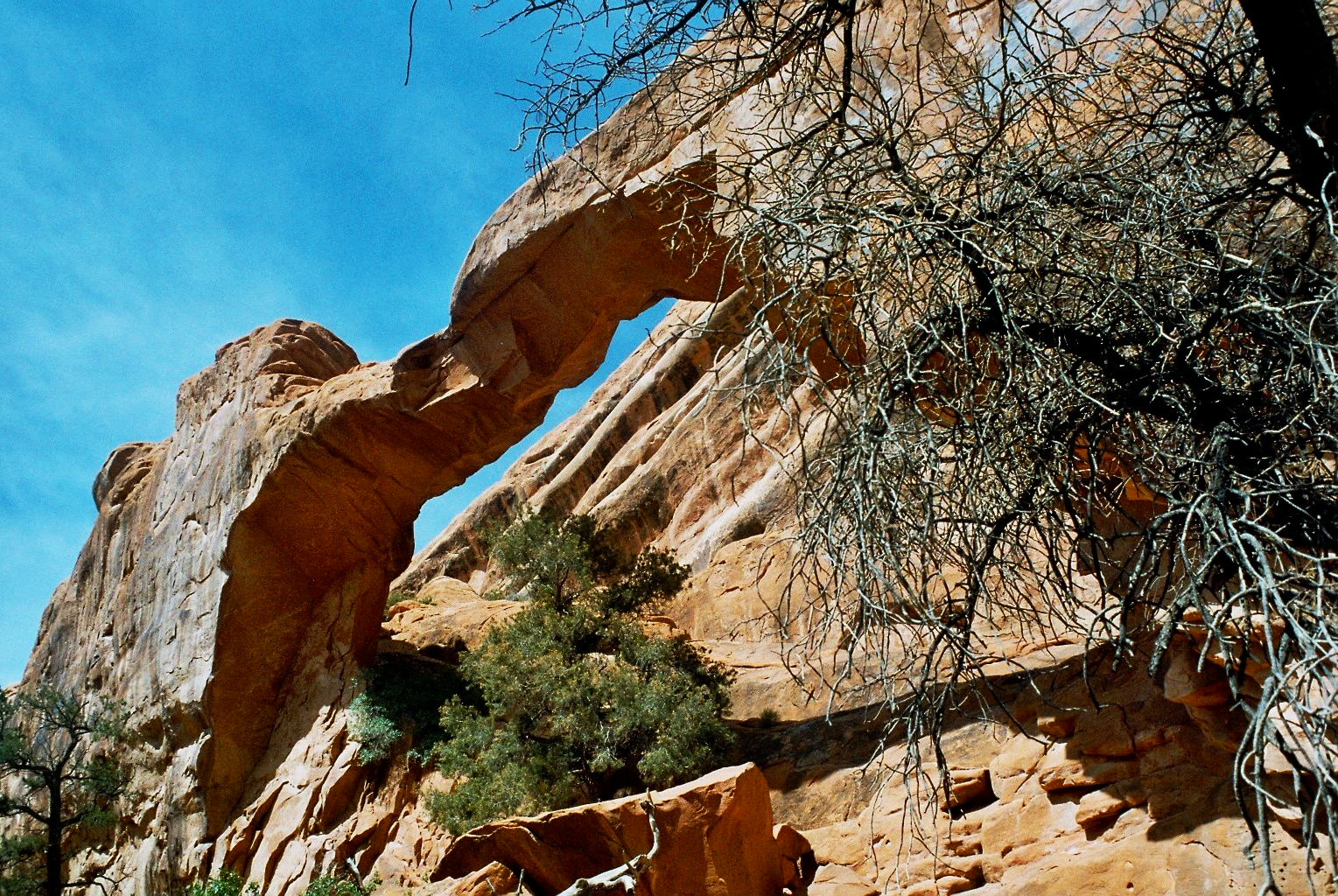
Wall Arch, 2005

Ist der Bogen nicht mehr tragfähig, stürzt er ein. Da der Prozess der Erosion fortdauert, wird dieses Schicksal schließlich jeden Bogen ereilen. So brach der Wall Arch, damals zwölftgrößter Bogen des Parks und direkt am viel begangenen Devils Garden Trail gelegen, zwischen dem 4. und 5. August 2008 zusammen.
Im Park kann man die verschiedenen Stadien an vielen Stellen beobachten. Auf die gleiche Weise entstehen und vergehen auch die anderen Felsformationen.

## Ökosysteme
Der Arches-Nationalpark liegt in der Ökoregion „Semiaride Flussterrassen und Canyons“ (engl. Semiarid Benchlands and Canyonlands), einem Teil des Colorado-Plateaus. Sie ist gekennzeichnet durch Hochland-Gras-, Strauch- und Waldgesellschaften und unterscheidet sich durch die Höhenlage von den tiefer gelegenen ariden Canyonzonen. Das Landschaftsbild ist durch Schichtstufen und Flussterrassen geprägt, in denen Tafelberge und Canyons mit steilen Böschungen liegen. Vielfach ist das Grundgestein aufgeschlossen. Der Boden ist junger Entisol aus Sanden. Typische Pflanzen sind Gräser, Gänsefußgewächse, Meerträubel, Atriplex canescens, eine Melde und Wüsten-Beifuß. Kiefern und Wacholder bevorzugen Standorte mit flachen, steinigen Böden.

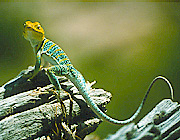
Westlicher Halsbandleguan (Crotaphytus collaris baileyi)

Überall im Park kann man Truthahngeier (Cathartes aura) und Weißbrustsegler (Aeronautes saxatalis) am Himmel fliegen sehen. Über 270 Vogelarten wurden bisher im Park beobachtet, darunter Zugvögel und Gelegenheitsgäste.

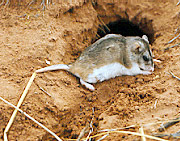
Nördliche Grashüpfermaus Onychomys leucogaster

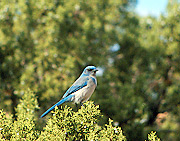
Westlicher Buschhäher (Aphelocoma californica)

Über 50 Säugetierarten sind im Park nachgewiesen oder werden angenommen. Die meisten davon sind selten oder kommen nur in kleinen Populationen vor. Häufig sind nur einige Nagetiere und Fledermäuse. Das größte dauerhaft im Park lebende Säugetier ist der Maultierhirsch (Odocoileus hermionus). Wüsten-Dickhornschafe (Ovis canadensis nelsoni) sind lediglich im Süden des Parks nahe dem Colorado zu sehen. Gelegentliche Besucher sind die Gabelböcke (Antilocapra americana).
Im Park leben rund 18 Echsen- und Schlangenarten, die sich vor allem von Insekten und kleinen Säugetieren ernähren. Sie selbst stellen eine wichtige Nahrung für Greifvögel und Raubtiere dar. Sie sind sehr gut angepasst an die Trockenheit und Hitze der Wüste und fallen im Winter bei extremer Kälte in eine Winterstarre.
Häufig und auffällig sind dabei die Sechsstreifen-Rennechse (Cnemidophorus tigris) und der Gemeine Seitenfleckleguan (Uta stansburiana). Dem gegenüber sind die im Park lebenden Schlangen meistens nachtaktiv. Die beiden Giftschlangen Zwergklapperschlange (Crotalus oreganus concolor) und Prärieklapperschlange (Crotalus viridis) sind eher selten. Auffällig, ungiftig und häufig ist die Gestreifte Peitschennatter (Masticophis taeniatus).
Rund 10 % der Parkfläche sind Grasland, etwa 40 % locker bestandenes Waldland und 50 % ohne geschlossene Vegetation. Dazu kommen kleinräumige Sonderstandorte, wie die Uferzone des Colorado, Quellaustritte und nur jahreszeitlich mit Wasser gefüllte Felsvertiefungen.

### Grasland
Gräser wachsen bis auf Standorte aus nacktem Fels durch den ganzen Park. Auf rund 10 % der Fläche bilden sie geschlossene Bestände und werden als Grasland angesprochen. Die beiden landschaftsprägenden Gräser sind Galleta und blue grama (Bouteloua gracilis), beides Süßgräser aus der Unterfamilie der Chloridoideae. Weitere vielfältig im Park vertretene Arten sind Indian Ricegrass (Oryzopsis hymenoides), mehrere Arten aus der Gattung Sporobolus und die Dach-Trespe, die als Neophyt in den amerikanischen Westen eingeschleppt wurde und sich insbesondere auf Böden, die durch Überweidung geschädigt sind, stark ausbreiten konnte. Bis 1982 wurden noch Flächen innerhalb des Nationalparks beweidet, so dass die Grasland-Ökosysteme des Parks bis heute gegenüber dem natürlichen Zustand stark verändert sind. Im Grasland finden sich Zimtbauch-Phoebetyrannen (Sayornis saya), Schwarzkehlammern (Amphispiza bilineata) und der Westliche Lerchenstärling (Sturnella neglecta).

### Waldland
Lockeres Waldland aus Pinyon-Kiefern, insbesondere Pinus edulis und Utah-Wacholder ist die am weitesten im Park verbreitete Pflanzengesellschaft. Wo immer sich tiefere Böden gebildet haben oder Spalten im Fels das Eindringen von Pfahlwurzeln erlauben, wachsen einzelne oder in Gruppen zusammenstehende Bäume dieser Arten, wobei der Wacholder etwas häufiger ist als die Kiefern. Der Bewuchs ist locker, darunter und durch den Schatten bevorzugt wachsen rund 90 weitere Pflanzenarten. Ein weiterer bestandsbildender Baum ist Acacia rigidula, der aufgrund des harschen Klimas im Park kaum über einen Meter Höhe erreicht und überwiegend flache Böden besiedelt, aber an geeigneten Standorten auch Sanddünen bewächst, wenn diese langfristig nicht wandern. In diesem Fall kann Acacia rigidula die Dünen weiter befestigen. In den Pinyon-Wacholder-Wäldern trifft man auf Nacktschnabelhäher (Gymnorhinus cyanocephalus), den Westlichen Buschhäher (Aphelocoma californica) und den Trauerwaldsänger (Dendroica nigrescens).
Lockere Vorkommen von Wüsten-Beifuß und Sarcobatus-Arten wachsen an geeigneten Standorten, der Beifuß vorwiegend auf lockerem Sand, Sarcobatus an Orten mit besonders salzhaltigen Böden.

### Offene Standorte
Fast die Hälfte des Parks ist weitestgehend unbewachsen. Dazu gehören sowohl nackter Fels als auch offener Sand. Von besonderer Bedeutung sind Kryptogamen, die sowohl auf Fels, wie auf Sand dünne Krusten bilden können. Insbesondere auf Sand reduzieren sie die Verdunstung und schützen vor Erosion. So können sie Dünen und Verwehungen stabilisieren. Außerdem reichern sie den Boden mit Stickstoff an.

### Sonderstandorte
Der Park reicht im Südosten bis zum Colorado River und schließt sein Ufer ein, dieses ist durch steile Felswände geprägt, so dass der Fluss und sein Wasservorkommen nur die unmittelbare Uferzone prägt. Ursprünglich stand dort ein Galeriewald aus Weiden. Er wird inzwischen stark durch eingewanderte Tamarisken verdrängt. Der Fluss ist in den Wüsten Utahs ein wichtiger Korridor für den Vogelzug. Im Frühjahr lassen sich hier Kanadareiher (Ardea herodias) beobachten. Fischadler (Pandion haliaetus) und Weißkopfseeadler (Haliaeetus leucocephalus) sowie verschiedene andere Greifvögel sind zu dieser Zeit auch Gäste im Park. Unter den Singvögeln nutzen vor allem Azurbischof (Passerina caerulea), der Gelbbrustwaldsänger (Icteria virens), die Rötelgrundammer (Pipilo erythrophthalmus) und der Schluchtenzaunkönig (Catherpes mexicanus) das Tal des Colorado als Zugweg.
Quellaustritte bilden in einigen geschützten Felsnischen hängende Gärten mit Farnen, Moosen und wasserliebenden Blütenpflanzen wie Primeln, Akeleien und Gauklerblumen. Amphibien wie die Rotpunktkröte (Bufo punctatus) und der New-Mexico-Schaufelfuß (Spea intermontana), Nördlicher Leopardfrosch (Rana pipiens) und Tigersalamander (Ambystoma tigrinum) nutzen die Quellaustritte als Lebensraum. Der Ochsenfrosch (Rana catesbeiana) wurde vom Menschen in das Gebiet eingeschleppt.
Von besonderer Bedeutung für eine Vielzahl an Lebewesen des Parks sind, nur zeitweilig, nach der kurzen Regenzeit bestehende Lachen in Felsvertiefungen. Dort leben Kiemenfußkrebse in einem ständigen Rennen gegen die Zeit nach den seltenen Sommerregen. Sie müssen ihren kompletten Vermehrungszyklus vollenden, bevor die Tümpel austrocknen. Sind die Eier abgelegt, können sie Jahre und Jahrzehnte warten, bis sich derselbe Tümpel wieder mit Wasser füllt.

## Flora

### Allgemeines
Die Flora des Arches-Nationalparks zeichnet sich aufgrund der sehr schwierigen Lebensbedingungen bezüglich der Trockenheit und der extremen Temperaturen durch verschiedene Anpassungen an das Wüstenklima aus. Dabei kann man sie in drei ökologische Gruppen einteilen:
- Die erste Gruppe umfasst die drought escapers (etwa: „Dürremeider“). Das sind Pflanzen, die nur dann auftauchen, wenn die Lebensbedingungen optimal sind. Die Samen dieser Pflanzen können jahrelang ruhen, bis sie durch Feuchtigkeit zum Keimen gebracht werden. In diese Gruppe gehören die meisten Gräser und Wildblumen.
- Die zweite Gruppe sind die drought resistors (etwa: „Dürrebeständige“). Sie sind durch spezielle Anpassungen in der Lage, der Hitze und Trockenheit zu widerstehen. Sie haben meist sehr kleine Blätter, um sehr wenig Verdunstungsfläche zu bieten. Hierzu gehören die Sukkulenten wie die Kakteen sowie die Yuccapflanzen und Moose, die vollständig austrocknen können, ohne dadurch abzusterben.
- Die drought evaders (etwa: „Dürreflieher“) leben in Habitaten, in denen die Lebensbedingungen nicht so extrem sind. Man findet sie an den Flussläufen oder an beschatteten Plätzen in der Nähe von Quellen.

Neben den klimatischen Bedingungen spielt auch der Boden eine große Rolle, und der Bewuchs ändert sich je nach Beschaffenheit des Bodens und seiner chemischen Eigenschaften. So sind tiefgründige, nährstoffreiche Böden meist mit Gräsern bedeckt, sandige und nährstoffarme Böden mit Gebüschen. Die Pinyon-Wacholder-Wälder, die die dominante Florenlandschaft des Arches-Nationalparks sind, finden sich vor allem auf steinigen Böden.

### Bäume und Sträucher
Bäume und Sträucher brauchen für ihr Wachstum eine ausreichende Menge Wasser und Nährstoffe. Aus diesem Grunde sind sie in ariden Gebieten wie dem Arches-Nationalpark meistens sehr klein und weit verstreut. Sobald sie sich jedoch einmal etabliert haben, sind sie sehr hartnäckig. Ihre Wurzeln zerklüften den steinigen Boden auf der Suche nach Wasser und Nährstoffen, und selbst längere Durstperioden machen vielen Sträuchern wenig aus. Viele der in Wüstengebieten lebenden Bäume und Sträucher werden über hundert Jahre alt.

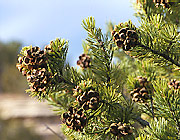
Pinyon-Kiefer

Zu den häufigsten Sträuchern des Arches-Nationalparks gehören etwa der Mormonentee, der Blackbrush (Coleogyne ramosissima), der Four-Wing Saltbush (Atriplex canescens) und Purshia mexicana. Große Teile des Parks beinhalten auch die lockeren Bestände aus Pinyon-Kiefer (Pinus cembroides) und Utah-Wacholder (Juniperus osteosperma), die in Höhen zwischen 1500 und 2000 Metern im Südwesten der USA dominant sind. In höheren Lagen nimmt der Wacholderanteil zu, da dieser dort konkurrenzstärker ist.
Im Bereich der Flusskorridore ist die Artenvielfalt der Bäume am höchsten, da sie hier über reichlich Wasser verfügen. Hier finden sich der Netznervige Zürgelbaum (Celtis reticulata), der Eschen-Ahorn (Acer negundo), die Schmalblättrige Ölweide (Elaeagnus angustifolia, auch „Russian Olive“), Kleinblütige Tamariske (Tamarix parviflora) und Fremont Cottonwood (Populus fremontii). Die Russische Olive und die Tamariske sind in den USA ursprünglich nicht heimisch (Neophyten), jedoch sehr erfolgreich im Bereich der Flussläufe.

### Wildblumen, Gräser und Kakteen

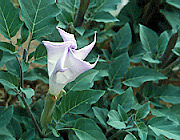
Wrights Stechapfel (Datura wrightii)

Die meisten Blütenpflanzen und Gräser der Wüstengebiete sind einjährige Pflanzen, das heißt, sie keimen, blühen und vermehren sich innerhalb eines Jahres. Besonders in den sehr lebensfeindlichen Wüsten kann sich diese Vegetationsperiode auch sehr stark verkürzen. Viele dieser Pflanzen können als Samen oder Knollen jahrelang im Boden ausharren, bis für sie optimale Lebensbedingungen herrschen, etwa nach größeren Regenfällen. Im Arches-Nationalpark treten diese in der Regel in den Monaten April bis Mai auf, können jedoch auch ausbleiben.
Alle Pflanzen müssen außerdem besonders gut an die Hitze und Trockenheit der Wüstengebiete angepasst sein. Die Blütenpflanzen besitzen entsprechend etwa dicke Wachsschichten auf den Blättern und Stämmen sowie sehr kleine Blätter, um die Verdunstung zu reduzieren. Das Wurzelwerk ist entweder sehr tiefgründig oder sehr großflächig, um möglichst viel Wasser aufnehmen zu können. Einige Blütenpflanzen, wie etwa die Yuccapflanzen, die Nachtkerzen (Gattung Oenothera), der Blaue Stechapfel (Datura meteloides), Wrights Stechapfel (Datura wrightii) und die Sandverbenien (Gattung Abronia ), blühen außerdem nur in den kühleren Abendstunden. Speziell die Yucca-Arten sind in ihrem Lebenslauf sehr eng mit spezifischen Bestäuberarten, in diesem Fall mit den Yuccamotten, verknüpft.

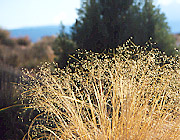
Indianisches Reisgras

Gräser finden sich im Arches-Nationalpark überall, wo der Sand mit etwas nährstoffreicherem Boden angesättigt ist. Dabei kann man alle Wüstengräser anhand ihrer Wuchsform in zwei Gruppen einteilen: in die Büschel- und die Rasengräser. Zu den Büschelgräsern gehören all jene, die in verstreuten Flecken wachsen, im Arches-Nationalpark etwa das Indianische Reisgras (Oryzopsis hymenoides) und Needle-and-Thread (Stipa comata). Beide sind mehrjährig, wobei vom Reisgras bekannt ist, dass es über hundert Jahre alt werden kann. Unter den rasenbildenden Gräsern sind Galleta und Blue Grama (Bouteloua gracilis) im Park heimisch, die meistens gemeinsame Flächen bilden und als Nahrung für die Dickhornschafe und Hirsche wichtig sind. Weit verbreitet ist auch die Dach-Trespe (Bromus tectorum), welche im 19. Jahrhundert zufällig eingeführt wurde.
Kakteen sind zum Symbol für die Wüstenpflanzen Nordamerikas geworden. Im Arches-Nationalpark finden sich ebenfalls neun Arten dieser Pflanzengruppe. Sie gehören zu den Sukkulenten und haben verdickte Stämme oder Äste sowie Stacheln oder Schuppen anstatt Blätter. Ihre Oberfläche ist von einem Wachs als Verdunstungsschutz bedeckt. Das Wurzelnetz ist meist flach und breit kann daher Wasser sehr schnell aufzunehmen. Bei größeren Regenfällen wachsen zusätzliche „Regenwurzeln“, die später wieder verdorren.

### Kryptogamen
Der unscheinbarste, zugleich jedoch einer der wichtigsten Bestandteile der Flora sind die Kryptogamen, also sämtliche Moose, Lebermoose und Flechten sowie die sogenannten „Kryptobiotischen Krusten“.

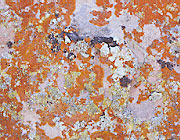
Farbige Flechten auf einer Steinfläche

Flechten findet man in zahlreichen Arten als bunten Belag auf sehr vielen Steinen, besonders denen, die dem Sonnenlicht ausgesetzt sind. Es handelt sich hierbei um Symbiosen zwischen Pilzen, Grünalgen und Blaualgen, die sehr gut an die Bedingungen in der Wüste angepasst sind. So können sie selbst bei großer Hitze noch Biomasse produzieren (Photosynthese durch die Algen, Schutz und Nährstoffdeckung durch die Pilze).
Moose begegnen den extremen Bedingungen der Wüste dadurch, dass sie auch lange Zeiten vollständig austrocknen können, ohne dabei abzusterben. So findet man sie beinahe in allen Lebensräumen des Parks, vor allem an schattigen Steinen und den Bereichen der Flusskorridore. Dabei ist Syntrichia caninervis die häufigste Art auf den kryptobiotischen Krusten, Grimmia orbicularis macht 80 Prozent des Moosbewuchses an Steinen aus. Lebermoose brauchen dagegen immer Wasser und sind deshalb nur in den Flussbereichen zu finden.
Die kryptobiotischen Krusten stellen in vielen Bereichen des Nationalparks die Lebensgrundlage für alle Pflanzen und Tiere dar. Es handelt sich dabei um einen „lebenden Bodengrund“, der vor allem aus Blaualgen besteht, daneben aber auch Moose, Flechten, Grünalgen, Pilze und Bakterien enthält. Besonders die Blaualgen sorgen für eine Nährstoffanreicherung des Bodens, da sie Stickstoff der Atmosphäre in einer für Pflanzen nutzbaren Form im Boden fixieren. Daneben halten sie durch ihre Ausläufer den Boden zusammen und schützen ihn so vor Erosion bis in eine Tiefe von zehn Zentimetern.

## Geschichte

### Frühgeschichte
Erste Spuren von Menschen im heutigen Nationalpark stammen vom Ende der letzten Eiszeit vor über 10.000 Jahren. Die Gegend ist reich an Feuerstein und Chalzedon. Spuren von Ackerbau finden sich jedoch erst 8000 Jahre später. So wurden Reste von Feldern entdeckt, auf denen Mais, Bohnen und Kürbisse angebaut wurden. Hinweise auf menschliche Behausungen aus dieser Zeit fehlen jedoch vollständig. Man vermutet, dass die damalige Bevölkerung in der Nähe von Four Corners, der gemeinsamen Grenze der vier Staaten Arizona, Colorado, New Mexico und Utah unweit des Parks, gewohnt haben und im Arches-Nationalpark nur die Felder bestellten. Die Bevölkerung wird den Fremont People bzw. den Ahnen der Pueblo-Erbauer zugerechnet. Sie wohnten in ähnlichen Bauten, wie sie noch heute in Mesa Verde zu bewundern sind. Obwohl man keine Behausungen fand, existieren zahlreiche Felszeichnungen aus dieser Zeit. Die Nachkommen der Pueblo-Erbauer wohnen noch heute in Pueblos, zum Beispiel die Hopi-Indianer. Die Fremont People waren Zeitgenossen der Pueblo-Erbauer und die Unterschiede der beiden Kulturen sind bis heute noch nicht hinreichend erforscht. Beide Kulturen verließen beinahe zeitgleich vor etwa 700 Jahren diese Gegend.
Paiute-Indianer siedelten sich an, jedoch ist der Zeitraum der Besiedlung völlig unklar. Erste Begegnungen mit diesem Stamm gab es im Jahr 1776. Auch fand man Felszeichnungen, die den Paiute zugeschrieben werden, da diese Jagdszenen mit auf Pferden sitzenden Indianern zeigen. Pferde wurden jedoch erst von den Spaniern während der Kolonialisierung eingeführt.

### Besiedlung durch Weiße
Die ersten Weißen, die in diese Gegend kamen, waren Spanier. Das erste belegte Datum stammt von dem Trapper Denis Julien. Er hatte die Angewohnheit, seinen Namen und das Datum in den Gebieten, in denen er jagte, in Stein zu kratzen. Der älteste Fund im Park datiert auf den 9. Juni 1844.
Die Kirche Jesu Christi der Heiligen der Letzten Tage („Mormonen“) gründete 1855 eine Mission namens Elk Mountain Mission, dem heutigen Moab. Durch zahlreiche Konflikte mit den Ute-Indianern mussten sie ihren Plan jedoch rasch wieder aufgeben. In den Jahren 1880 bis 1890 wurde die verlassene Mission erfolgreich von Farmern, Trappern und Schürfern besiedelt. Doch nur wenige versuchten, das wüstenartige Gebiet nördlich der Stadt zu besiedeln. Temperaturen bis 40 °C kombiniert mit nur seltenen Wasserstellen ließen dies nicht sehr erfolgreich erscheinen. Dokumentiert ist nur der Bau einer Ranch von John Wesley Wolfe, einem Veteranen des amerikanischen Bürgerkriegs, der sich 1898 mit seinem ältesten Sohn Fred in der Gegend des heutigen Delicate Arch Trails niederließ. 1906 folgten ihm seine Tochter Flora mit Ehemann und Kindern, die jedoch 1908 wieder nach Moab wegzogen. Wolfe verkaufte seine Ranch 1910 an Tommy Larson und zog zurück nach Ohio, woher er stammte.
Bekannt wurde die Gegend durch Loren „Bish“ Taylor, der 1911 die Zeitung in Moab übernahm und immer wieder in seiner Zeitung über die Schönheit der Region nördlich von Moab berichtete. Er wurde oft begleitet von dem ersten Arzt in dieser Stadt, John „Doc“ Williams. Die Stelle, an der die beiden oft waren und das Gebiet beobachteten, wird noch heute Doc Williams Point genannt.
Die Berichte von Taylor sprachen sich herum, und so schrieb der Goldsucher Alexander Ringhoffer 1923 an die Denver and Rio Grande Western Railroad, um dieses Gebiet touristisch zu erschließen. Er begleitete die Verantwortlichen der Eisenbahngesellschaft in dieses Gebiet, welche so beeindruckt waren, dass umgehend ein Projekt gestartet wurde, um durch die Unterschutzstellung des Gebietes Touristen anzuziehen, die die Bahnlinie besser auslasten würden.

### Geschichte des Parks
Ausgehend von den Plänen der Eisenbahngesellschaft erklärte am 12. April 1929 Präsident Herbert Hoover die Region zum National Monument, um die vielen Naturwunder unter Schutz zu stellen. Am 25. November 1938 vergrößerte Franklin D. Roosevelt das Gebiet. In den Jahren 1960 und 1969 wurde der Park nochmal vergrößert und am 12. November 1971 von Richard Nixon zum National Park benannt. 1998 fand unter Bill Clinton eine erneute kleine Erweiterung statt.
Bis in die 1960er Jahre war das damalige National Monument kaum erschlossen. Der Schriftsteller Edward Abbey arbeitete mehrere Sommer als Ranger im Gebiet und schrieb über seine Erfahrung von der Wildnis das für die amerikanische Naturschutzbewegung einflussreiche Buch Desert Solitaire (1968). Es endet mit der Erschließung des Schutzgebietes für den Tourismus im Rahmen der Mission 66 des National Park Service, bei der anlässlich des 50. Gründungsjahres des Dienstes rund eine Milliarde Dollar für Infrastruktur und touristische Einrichtungen in Parks ausgegeben wurde.

## Der Nationalpark heute

### Sehenswürdigkeiten
Bögen

Landscape Arch, der Steinbogen mit der größten Spannweite

- Der Delicate Arch (Höhe: 65 Fuß, entspricht knapp 20 Meter) im östlichen Teil des Parks (⊙), 2,5 km von der Wolfe-Ranch entfernt (ca. 1 Stunde Fußweg) ist ein alleinstehender, sehr bekannter Bogen. Ein Abbild trägt unter anderem das Kfz-Kennzeichen des Bundesstaates Utah. Frank Beckwith, der Führer der Arches National Monument Scientific Expedition gab 1933 dem Bogen seinen jetzigen Namen. Der Bogen war zu dieser Zeit kein Bestandteil des Parks bis zur Vergrößerung 1938. Um 1950 sollte der Bogen mit einer Art Plastiküberzug versehen werden, um ihn vor weiterer Erosion und Zerstörung zu bewahren. Doch der National Park Service besann sich auf seine ursprünglichen Ziele, die Natur vor den Menschen zu schützen und vor dessen Einfluss zu bewahren, ansonsten aber die Natur sich selbst zu überlassen.
- Der Double Arch besteht aus zwei großen Bögen, die beinahe rechtwinklig zueinander stehen. Er ist kurz in den Filmen Indiana Jones und der letzte Kreuzzug und Hulk zu sehen.
- Der Double-O-Arch besteht aus zwei übereinander liegenden Bögen. Er ist nur über einen langen ungesicherten Felsgrat im letzten Teilstück des Weges zu erreichen. Die Wanderung dorthin ist daher nur bei guter Kondition und ausreichender Zeit und Wasservorräten zu empfehlen.
- Der Landscape Arch ist mit 92 Metern Spannweite einer der größten Bögen der Welt. Am 1. September 1991 brach ein Felsblock von 18 Meter Länge, 3,40 Meter Breite und 1,20 Meter Dicke aus der Unterseite des Bogens. Seitdem ist er an seiner dünnsten Stelle weniger als 3 Meter dick.
- Der Partition Arch liegt einige hundert Meter hinter dem Landscape Arch. Er besticht nicht durch seine Größe (im Vergleich zu den anderen Bögen im Park ist er eher klein), sondern durch die spektakuläre Panorama-Aussicht auf die La Sal Mountains, die man von dort hat.
- Der Skyline Arch liegt fast am Ende der Straße. Als im Jahre 1940 ein Felsen aus dem Bogen brach, verdoppelte sich dadurch die Größe seiner Öffnung.

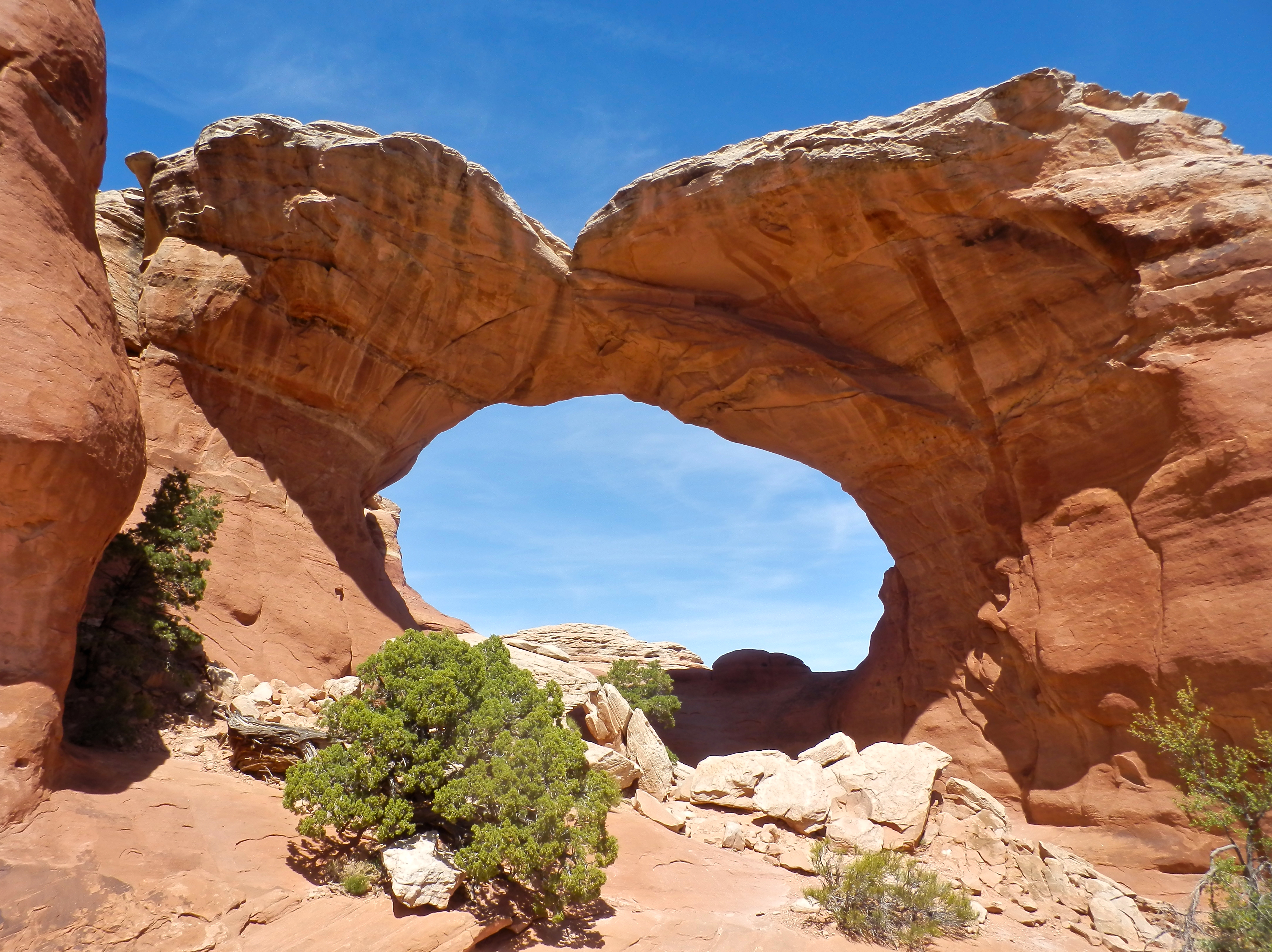
Broken Arch
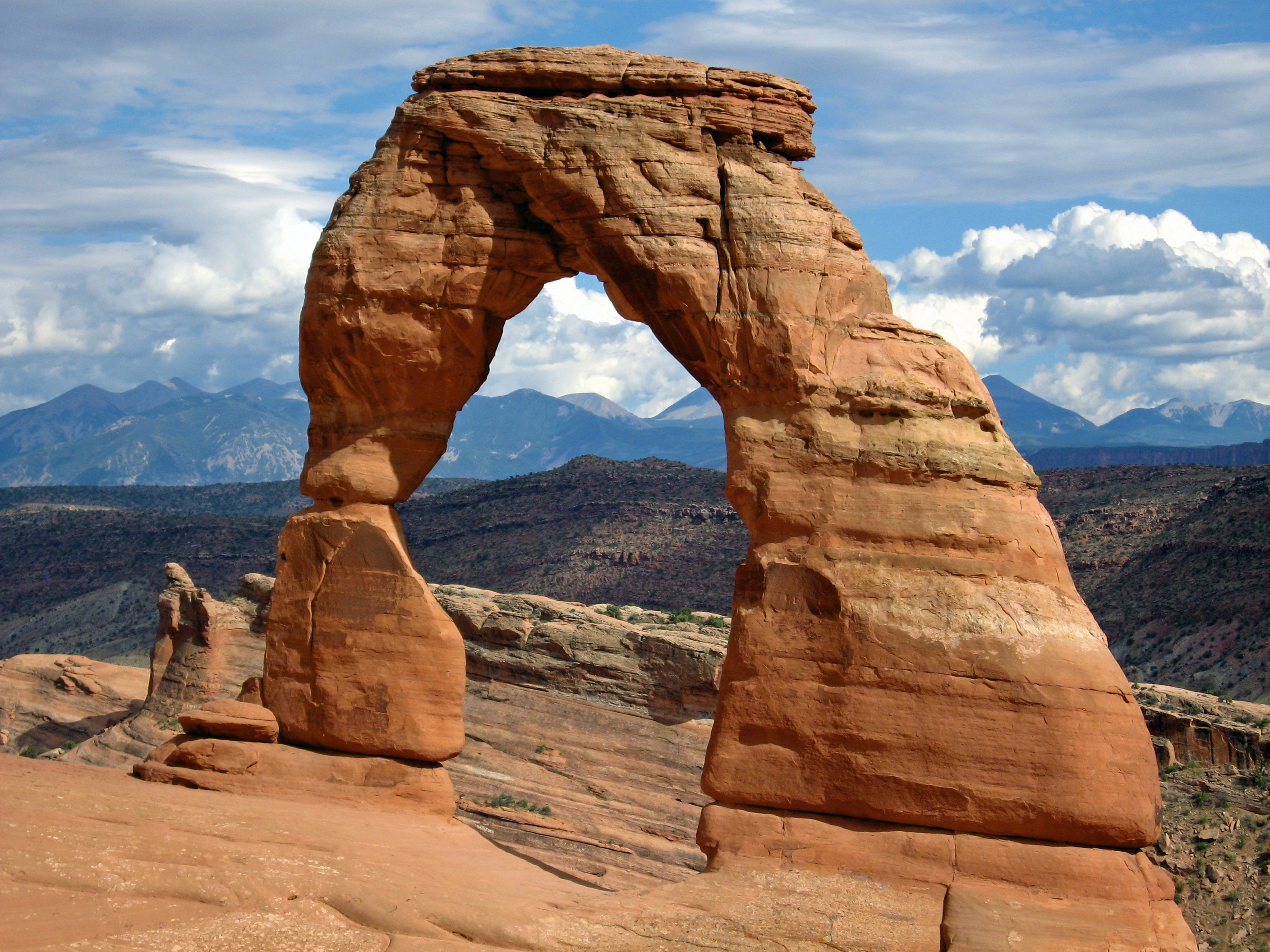
Delicate Arch, im Hintergrund die La Sal Mountains
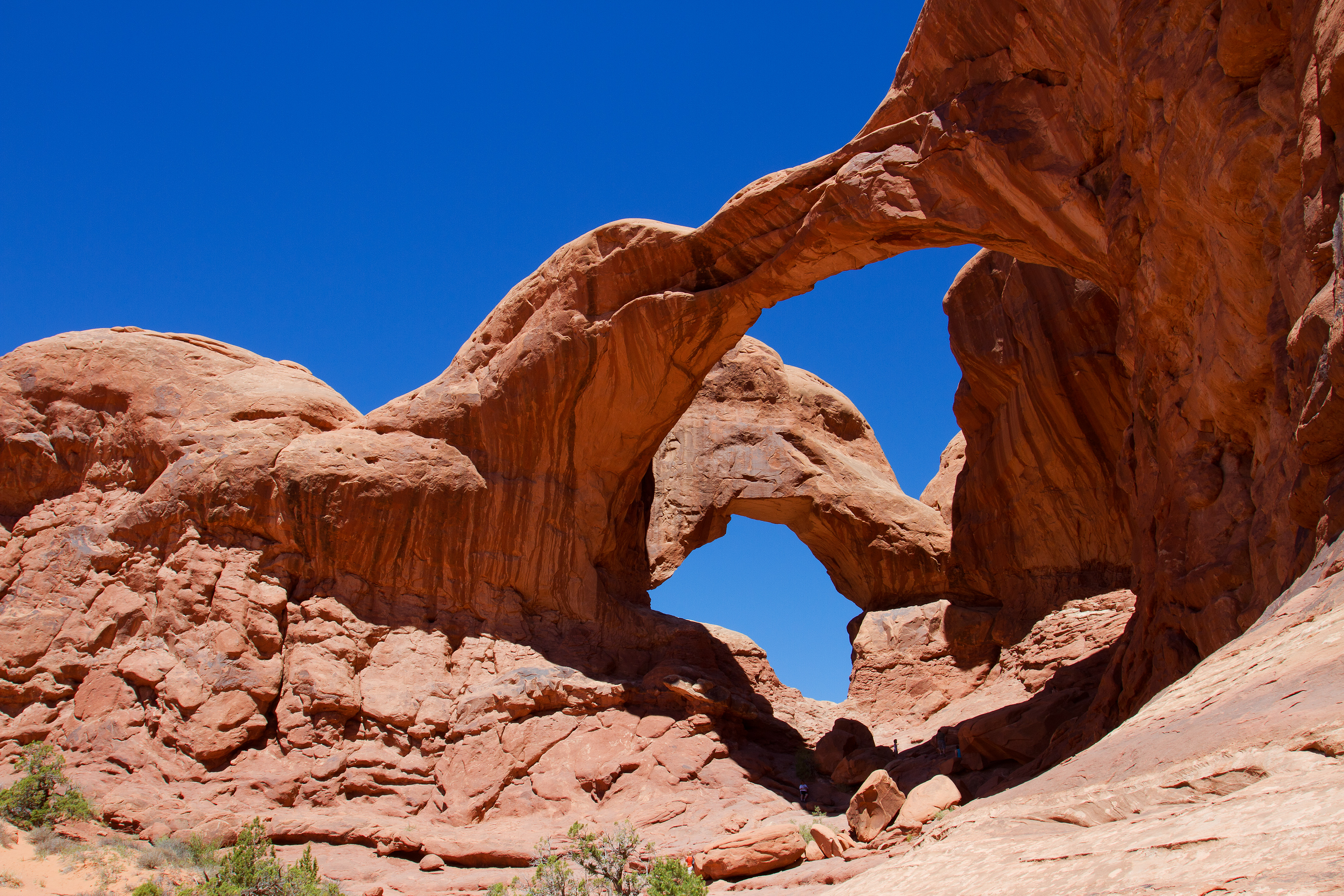
Double Arch
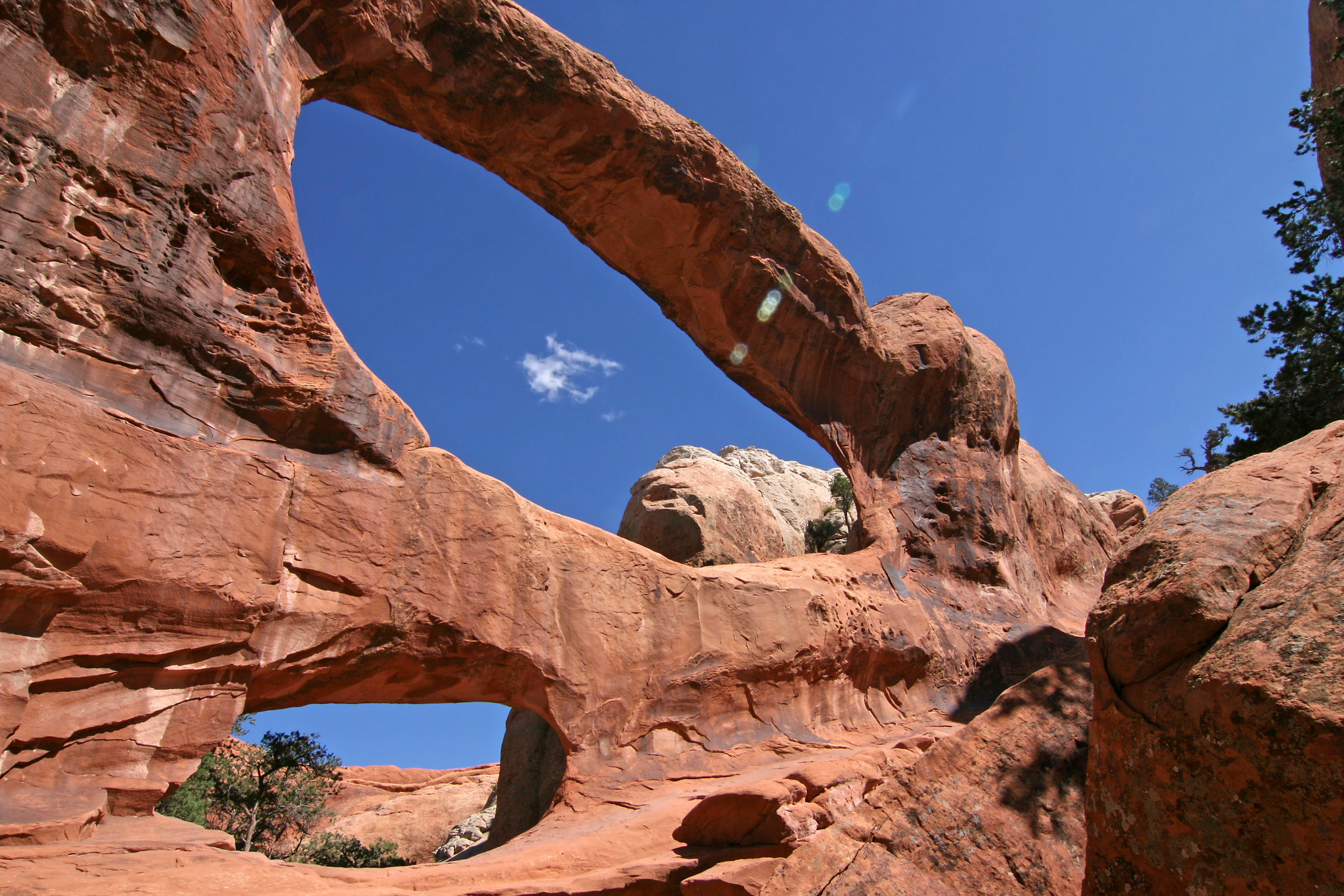
Double-O-Arch
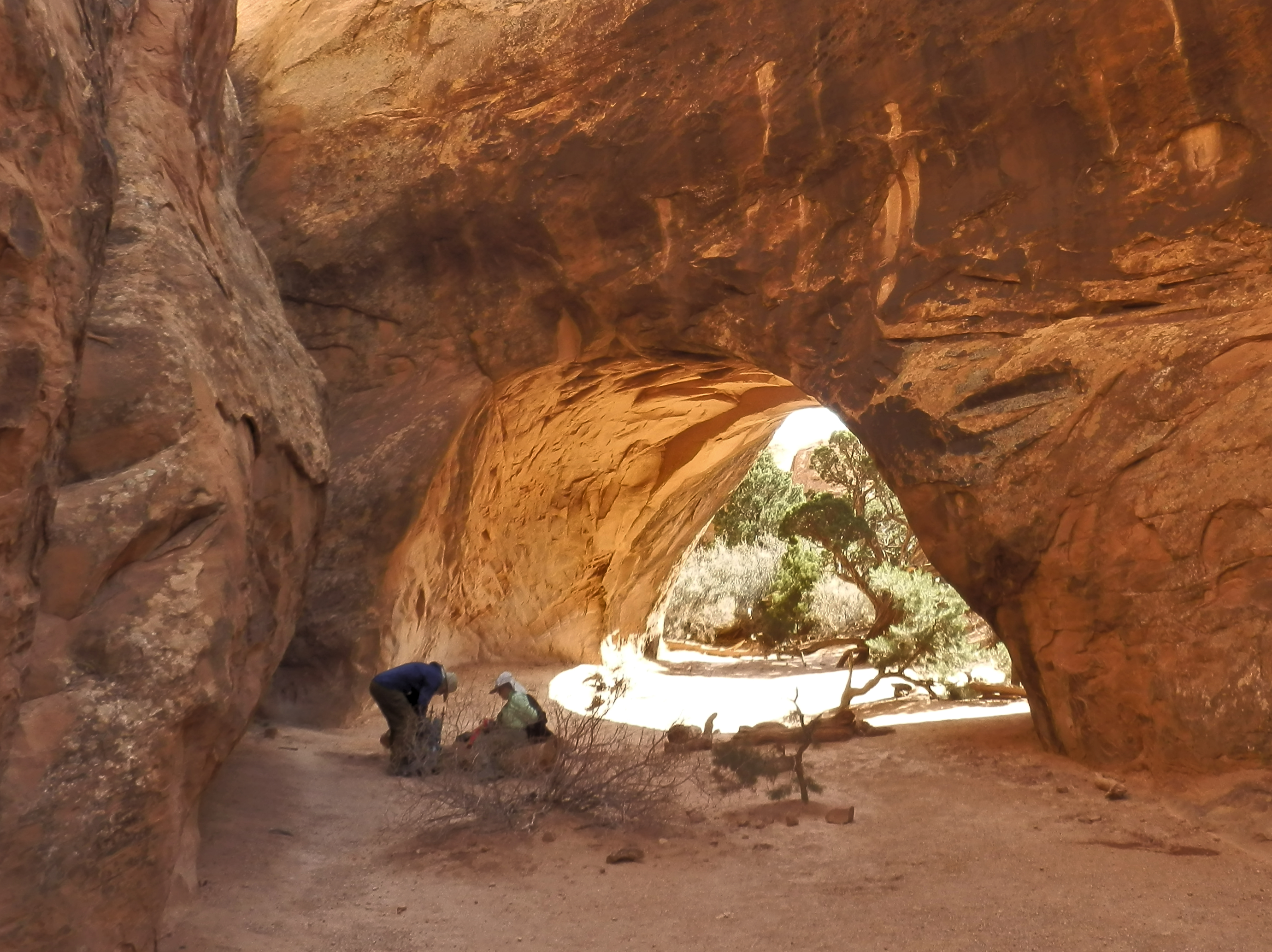
Navajo Arch
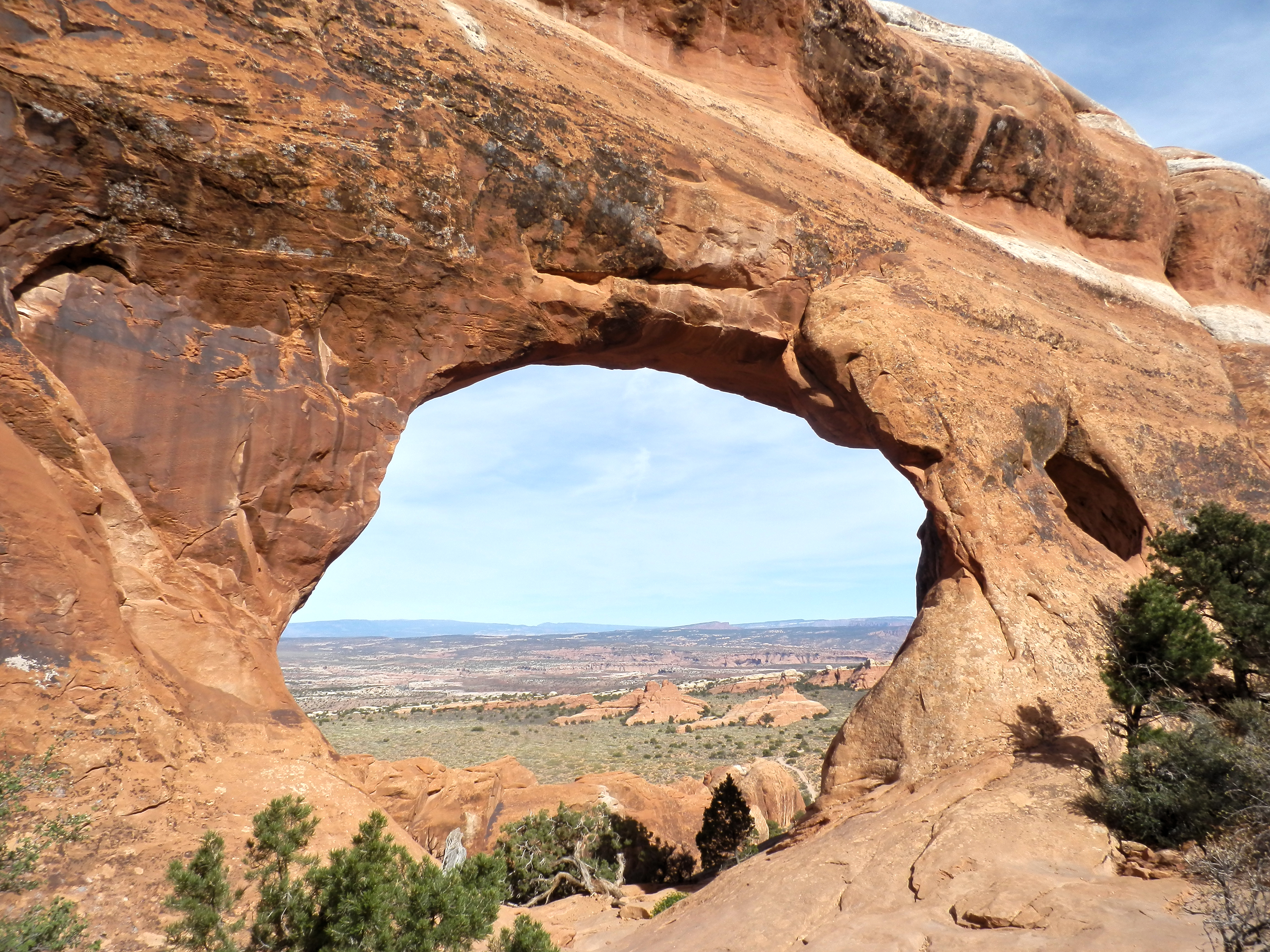
Partition Arch
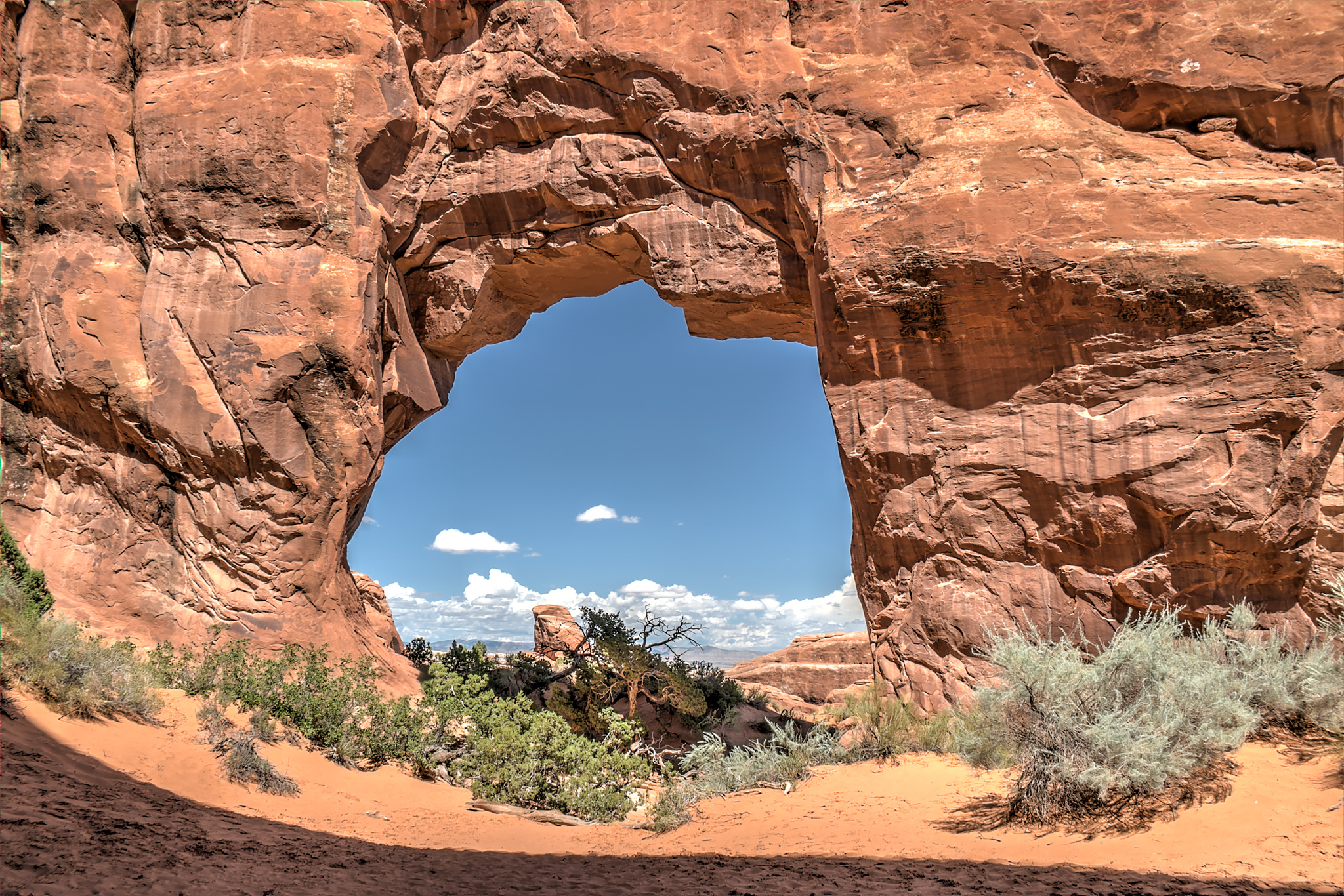
Pine Tree Arch
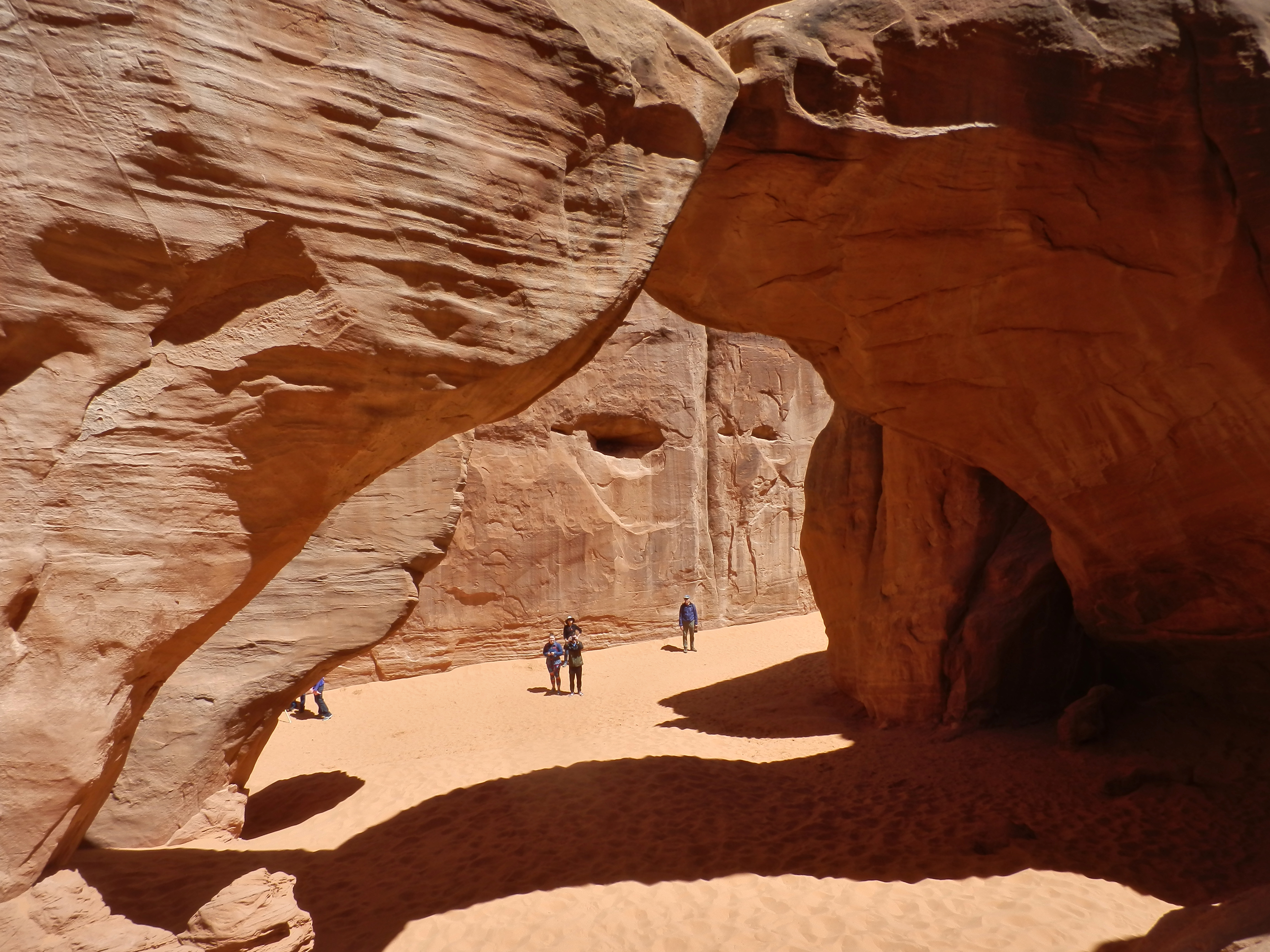
Sand Dune Arch
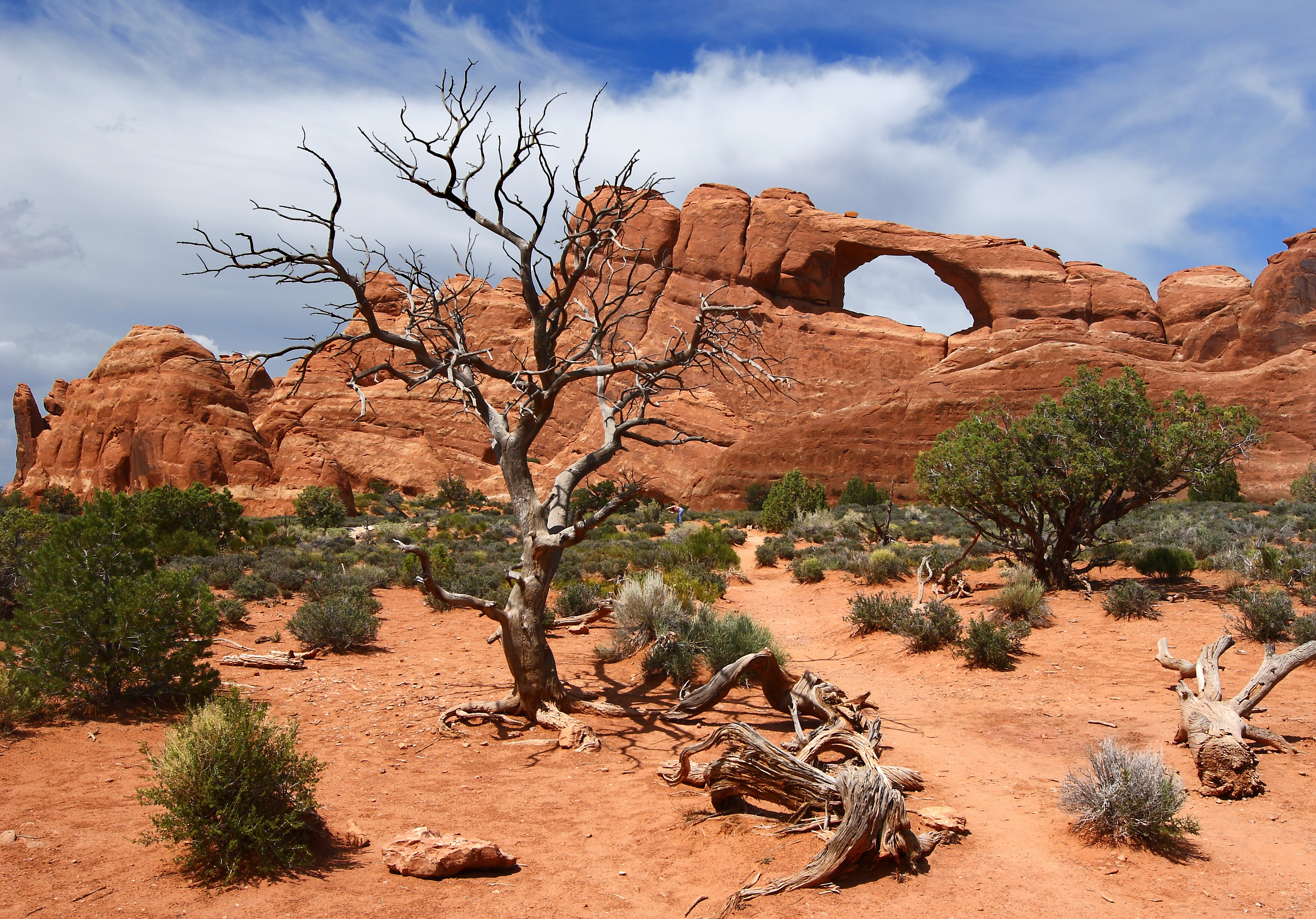
Skyline Arch
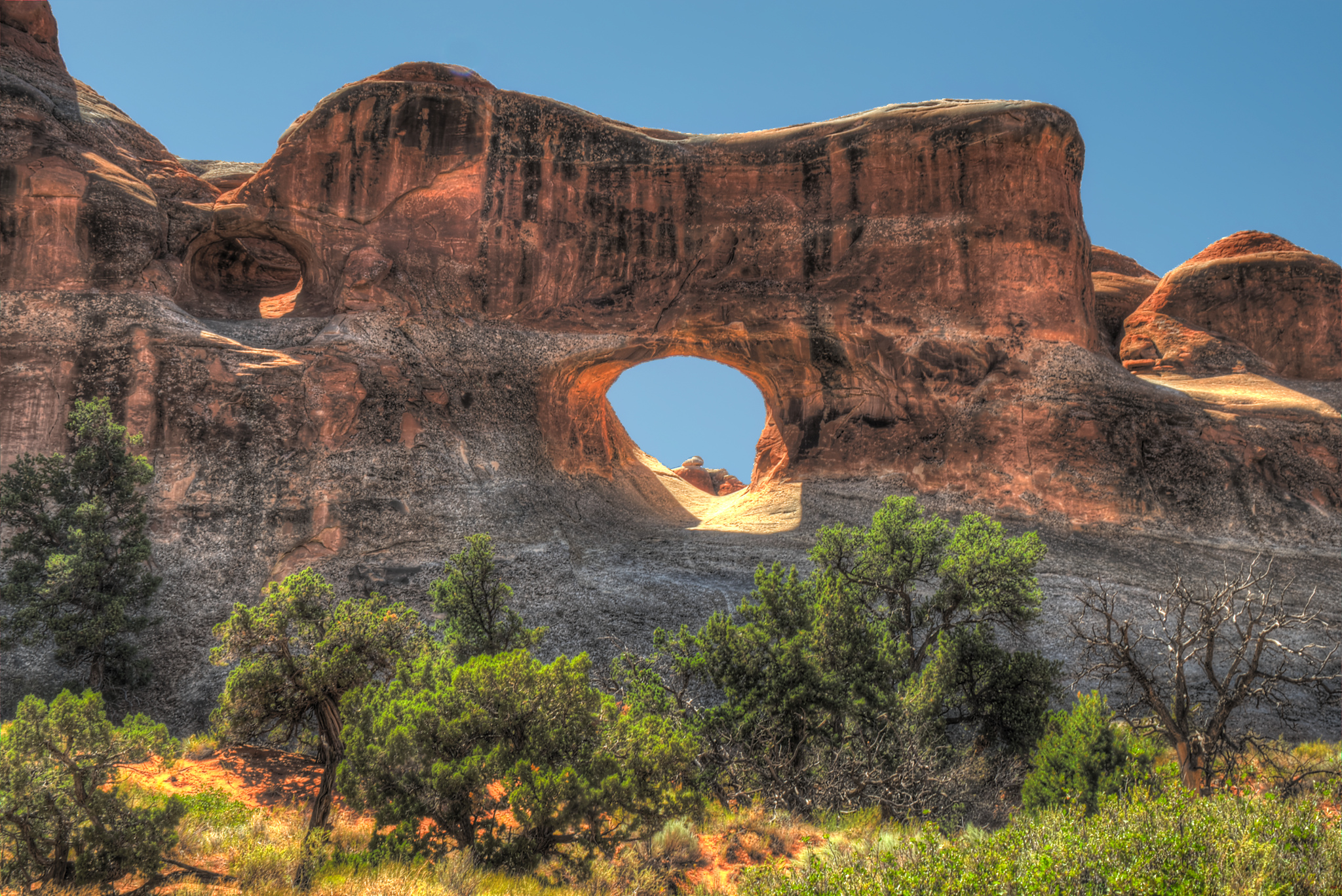
Tunnel Arch

Sonstiges
- Die Three Gossips (drei Klatschbasen) sind als erste markante Felsgruppe nach der Einfahrt in den Nationalpark links der Straße zu sehen. Auf der Spitze des Gebildes erkennt man drei Köpfe, die jeweils in eine andere Richtung schauen.
- Der Babel Tower befindet sich im Süden des Parks direkt gegenüber den Three Gossips und war gemeinsam mit diesen Anfang der 2000er-Jahre auf einem Marlboro-Plakat zu sehen.
- Der Balanced Rock ist ein großer Felsen, der auf einer Felsnadel „balanciert“. Er liegt in der Nähe der Straße und kann auf einem 500 Meter langen Weg zu Fuß umrundet werden.
- Der Sheep Rock am Ende einer Felswand sieht wie ein Widder aus und ist wahrscheinlich der Überrest eines zusammengebrochenen Bogens.
- Der Fiery Furnace ist ein begehbares Labyrinth, das von gewaltigen Sandsteinrippen gebildet wird.

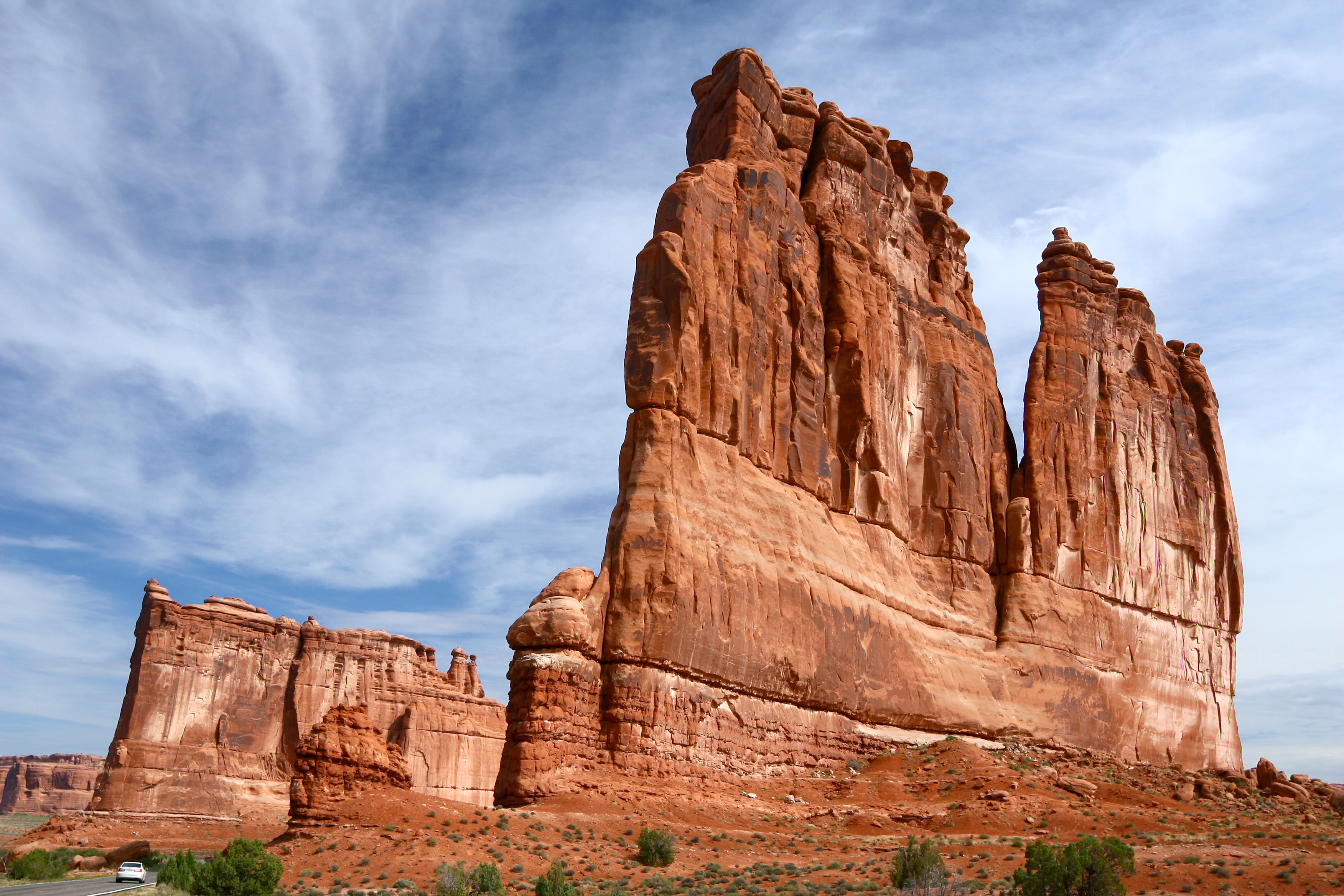
The Organ, ein Sandsteinturm in der Gegend der Courthouse Towers
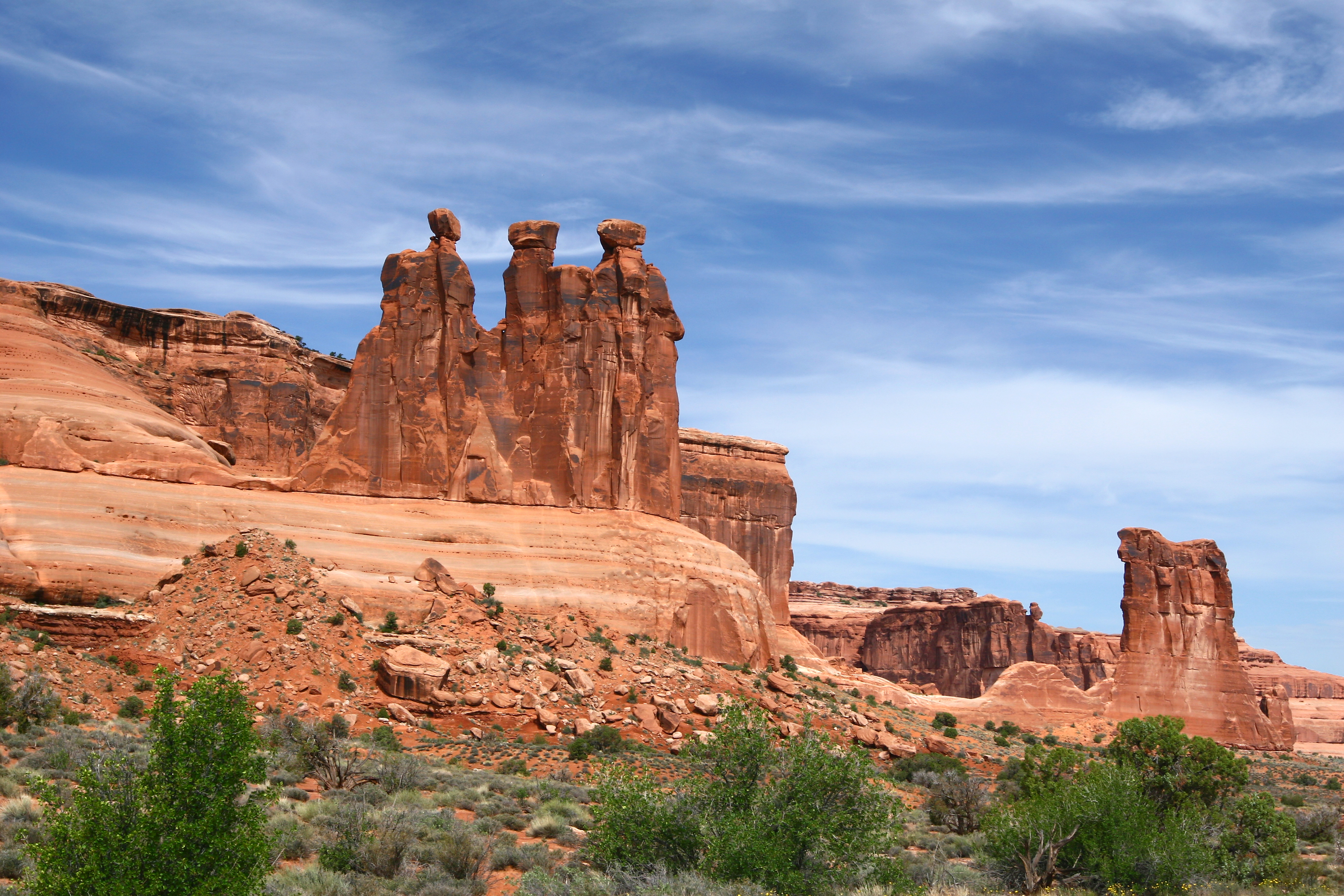
Three Gossips (drei Klatschbasen)
Balanced Rock
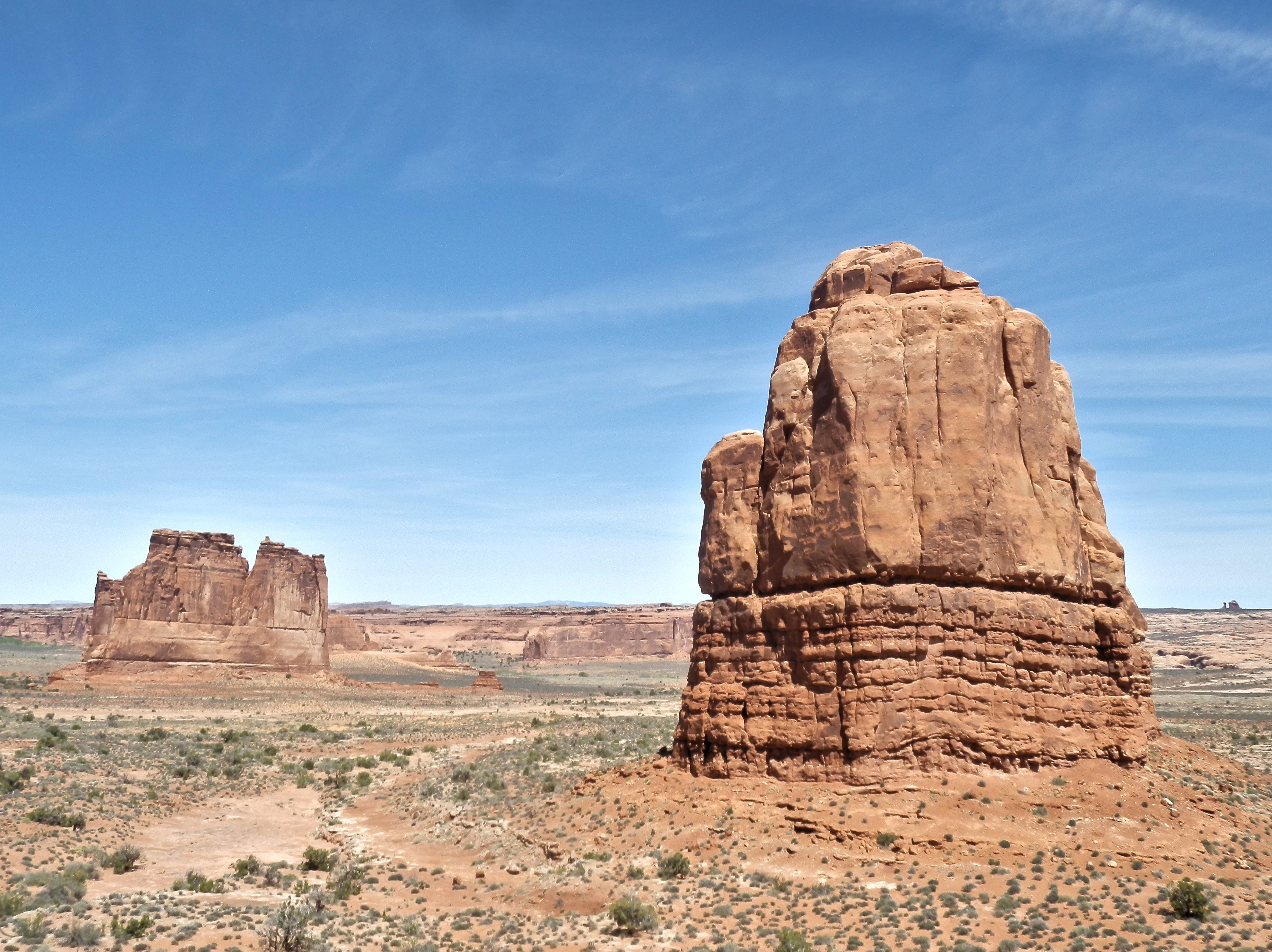
Ausblick vom La Sal Mountains Viewpoint
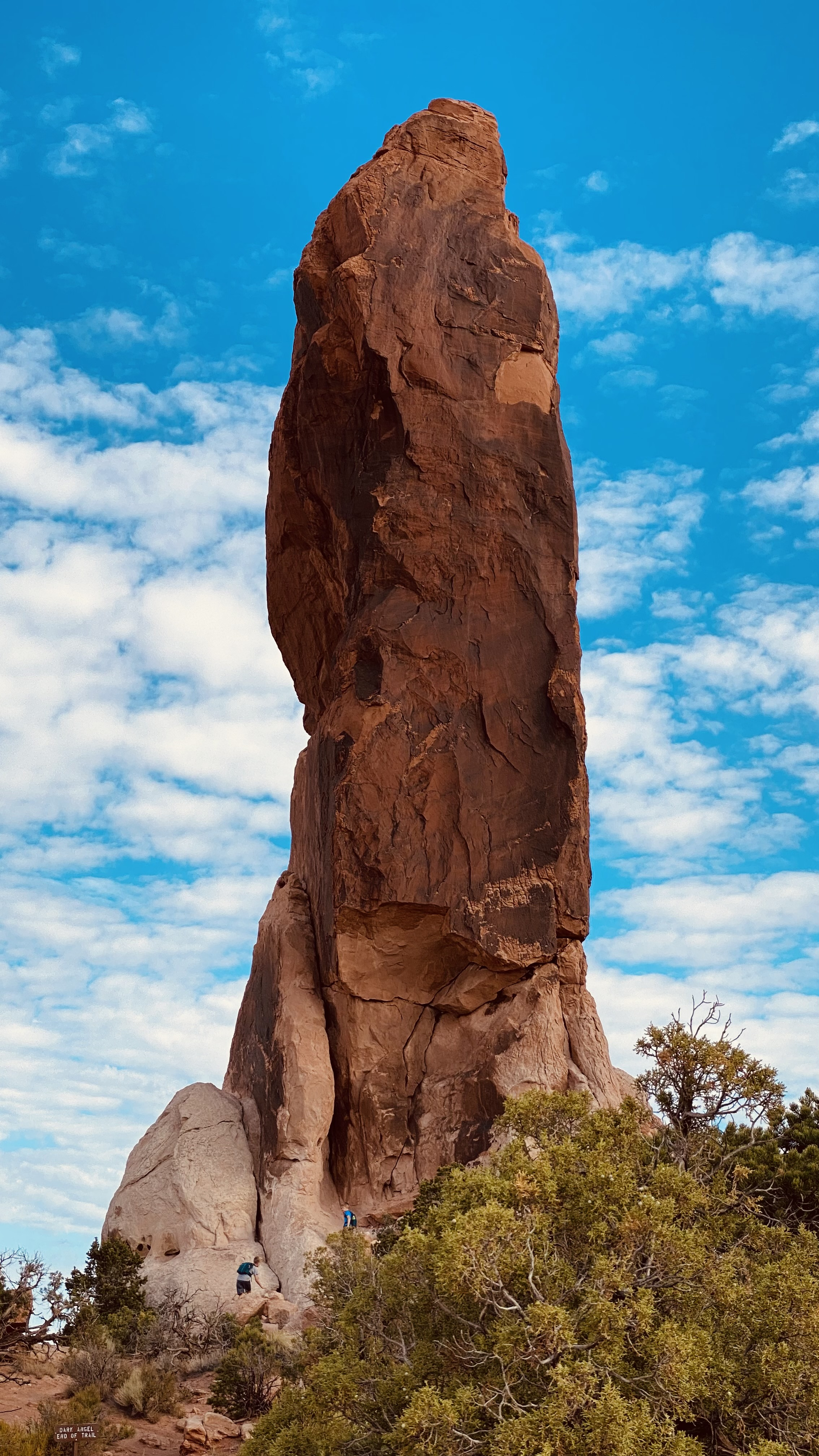
Dark Angel
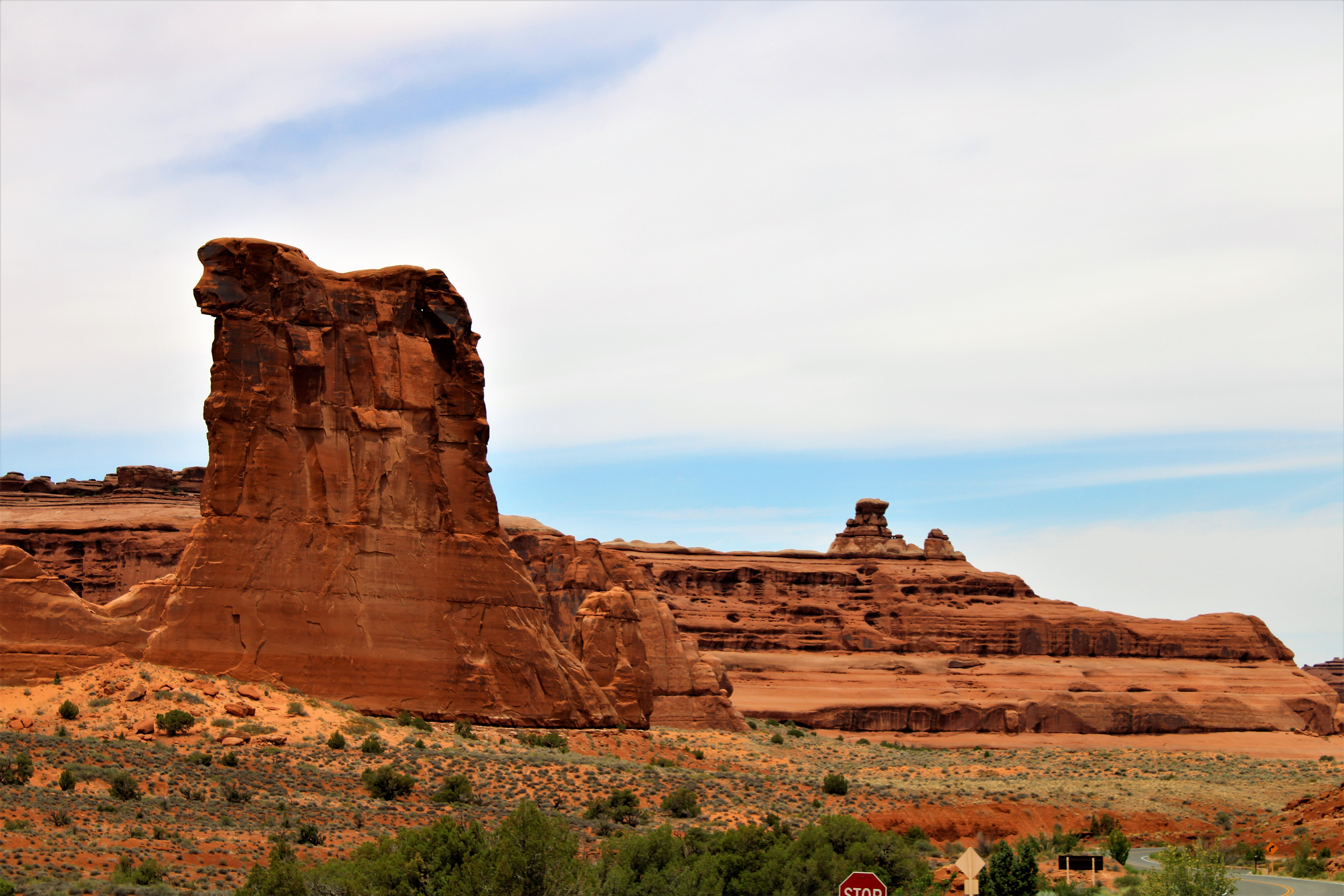
Sheep Rock

### Verwaltung
Das Schutzgebiet steht vollständig im Eigentum der US-Bundesregierung und wird durch den National Park Service verwaltet, einer Behörde unter dem Dach des US-Innenministeriums. Die Parkverwaltung beschäftigt eigene Wissenschaftler verschiedener Fachrichtungen und teilt sich weitere mit geografisch und thematisch benachbarten Schutzgebieten. Zusammen mit externen Forschungseinrichtungen finden kontinuierliche Biomonitoring-Programme statt und werden Bedrohungen für den Nationalpark untersucht.

### Schutzstatus
Der Arches-Nationalpark ist im nahezu unberührten Naturzustand, so dass nur geringe Maßnahmen erforderlich sind. Entlang dem Colorado River und dem nur jahreszeitlich Wasser führenden Salt Creek im Süden und Osten des Parks sind Tamarisken in das Schutzgebiet eingewandert. Sie werden etwa seit der Jahrtausendwende mit mechanischen Mitteln bekämpft, weil sie den Wasserhaushalt der Wüstenböden stören. Der Nationalpark ist Mitglied in der Dark Sky Coalition einem Zusammenschluss zur Untersuchung und Bekämpfung der Lichtverschmutzung des Nachthimmels durch künstliche Beleuchtung in benachbarten Orten. Der Arches-Nationalpark gehört aufgrund der Höhe und der Trockenheit, sowie der Entfernung von Bevölkerungszentren zu den Orten mit dem dunkelsten Nachthimmel, wo in der Folge besonders viele Sterne sichtbar sind. Dieser Status ist durch Bevölkerungswachstum in Moab und Umgebung sowie Partikel in der Luft durch Kohlekraftwerke der Umgebung gefährdet.
Als Bedrohung gelten Planungen für den Bau eines weiteren Kohlekraftwerks in Sigurd und die Erschließung von Flächen im Umfeld des Parks für die Prospektion nach Erdöl, Erdgas und Uran. Das umgebende Land wird vom Bureau of Land Management verwaltet, wie der National Park Service eine Behörde unter dem Dach des US-Innenministeriums, deren Aufgabe vorwiegend in der wirtschaftlichen Verwertung von Flächen im Bundesbesitz liegt. Die beiden Behörden streiten über die Nutzung der Flächen und die davon ausgehenden Gefahren für den Nationalpark. Aktive und aufgelassene Bergwerke bedrohen auch die Wasserqualität des Colorado Rivers im Schutzgebiet.

### Tourismus
Der Park wird durch eine Stichstraße erschlossen, von der wiederum Abzweigungen zu mehreren herausragenden Gebieten führen. Die bekanntesten Felsbögen sind durch kurze Wanderwege von den Straßen zu erreichen, der Devils Garden mit der größten Konzentration markanter Bögen ist durch einen knapp zehn Kilometer langen Wanderweg erschlossen.
Der Park hat keine ausgewiesenen Wanderwege (Trails) im Hinterland, so dass Wanderungen abseits der Hauptrouten nur für Besucher in Frage kommen, die gute Kenntnis in Navigation und Erfahrung in Wüsten haben. Eine Anmeldung am Besucherzentrum ist erforderlich. Für das unerschlossene Fiery Furnace-Gebiet im Zentrum des Parks werden von Februar bis Oktober täglich geführte Wanderungen angeboten. Weil die dortigen Felsstrukturen besonders empfindlich sind, benötigen Besucher für den Zugang zur Fiery Furnace auf eigene Faust eine gesonderte Genehmigung, die ebenfalls im Besucherzentrum eingeholt werden kann. Dabei bekommen die Besucher eine Einweisung in das Verhalten im brüchigen Sandstein. Freiklettern im Park ist grundsätzlich erlaubt, ausgeschlossen davon sind seit 2006 alle Felsbögen („Arches“ und „Natural Bridges“), die auf den amtlichen Karten einen Eigennamen haben, sowie einige individuell gesperrte Formationen. An ihnen ist das Klettern und Abseilen zum Schutz der Landschaft verboten.
Am Ende der Parkstraße liegt ein kleiner Campingplatz mit 52 Stellplätzen und geringem Komfort. Daher übernachten nur rund 47.000 der über jährlich einer Million Besucher im Park selbst. In Moab und Umgebung stehen Unterkünfte aller Klassen zur Verfügung.